# Lok Ma Chau
Lok Ma Chau (chiń. 落馬洲) – jedna ze stacji MTR, systemu szybkiej kolei w Hongkongu, na East Rail Line (część Lok Ma Chau Spur Linie). Stanowi północno-zachodni kraniec linii, który został zbudowany w celu złagodzenia kontrolni imigracyjnej między Hongkongiem i Chinami kontynentalnymi w Shenzhen na stacji Lo Wu. MTR Corporation promuje Lok Ma Chau Spur Linie jako bezpośrednie połączenie z linią 4 (Longhua) Metra w Shenzhen, który jest obsługiwany także przez MTR Corporation.
Stacja ta, wraz z linią, została otwarta 15 sierpnia 2007. Sąsiadującą stację Futian Checkpoint metra Shenzhen otwarto w dniu 28 czerwca 2007.